# Henry Hunter
Henry Hunter es un personaje ficticio de la serie de televisión australiana Home and Away, interpretado por el actor Tobi Atkins del 2004 al 2005. 

## Biografía
Henry junto a su hermana gemela Matilda son los menores de los hermanos Hunter.
Cuando su madre y Rhys Sutherland le compraron a Josh West el caravan park a principios del 2004, no tenían el dinero suficiente, por lo que Beth decidió traer a Summer Bay a Henry y Matilda. Henry llegó a la bahía apoco después del desastre en la mina. Pronto se mudó con su familia a la casa de Summer Bay, con la casa llena tuvo que compartir cuarto con Max Sutherland y a menudo se quejaba de sus ronquidos. 
Después de que su madre se casara con Rhys se le hizo muy difícil adaptarse ya que no había superado la muerte de su padre, por lo que al inicio siempre usaba auriculares para ignorar lo que sucedía a su alrededor. 
Sin embargo poco a poco se fue acoplando a la vida en Summer Bay, aunque al inicio tuvo problemas con Max y Ric Dalby, después terminaron siendo muy buenos amigos.
En el 2005 Henry dejó Bay para tomar una plaza en la ciudad y así poder tomar clases de tap en un internado.